# Assamese (popolo)
Il popolo Assamese (Assamese: অসমীয়া) sono un sottogruppo del popolo dell'Assam. Questo sottogruppo è associato spesso alla lingua assamese.
Storicamente la definizione di "popolo assamese" è rimasta ed ha avuto forti ripercussioni politiche in Assam, soprattutto durante il periodo coloniale (1826-1947) e post-coloniale (dopo il 1947).
La mancanza di una definizione ha messo nella clausola di attuazione dell'Accordo dell'Assam, un accordo firmato dagli attivisti del Movimento dell'Assam e del Governo dell'India nel 1985.
Per la definizione legale è importante fornire garanzie costituzionali, legislative e culturali del popolo assamese, il Governo assame ha formato una commissione ministeriale per finalizzarne la definizione nel marzo 2007.
Per indirizzare la clausola 6 dell'istanza AASU aveva annunciato una definizione il 10 aprile 2000 che è basata in residenza con un limite temporale: "Tutti quelli il cui nome è apparso nel Registro nazionale dei cittadini del 1951 e la loro progenie dovrebbero essere considerati come Assamesi.